# WA Boufarik
El WA Boufarik es un equipo de fútbol de Argelia que juega en la Liga Nacional de Fútbol Aficionado de Argelia, la tercera división de fútbol en el país.

## Historia
Fue fundado en el año 1945 en la ciudad de Boufarik en la región de Blida y en su historial cuenta con más de 10 temporadas en el Campeonato Nacional de Argelia y varias en la Segunda Liga de Argelia, aunque principalmente han estado en las divisiones del país.
Han sido campeones de la segunda división en tres ocasiones y llegaron a las semifinales de la Copa de Argelia en 1997.

## Palmarés
- Segunda Liga de Argelia: 3

1973, 1982, 1993
- Liga Nacional de Fútbol Aficionado de Argelia: 4

1991, 2002, 2010, 2016

## Entrenadores
- Smaïl Khabatou (1966-69)
- Bazil Marian (1973-74)
- Ali Benfadah (1982-83)
- Billel Dziri (2016-17)
- Mounir Dob (2017-)

## Rivalidades
El club cuenta con rivalidades con el USM Blida, el equipo más importante de la región, y con el RC Arbaa, ambos equipos de la región de Blida.